# Божик, Иветта
Иветта Божик (венг.  Bozsik Yvette, 11 августа 1968, Сольнок) — венгерская танцовщица, хореограф, театральный режиссёр.

## Биография
Закончила Венгерскую академию балета (1988). Была принята в труппу Будапештского театра оперетты. С 1993 — главный хореограф Будапештского театра Йожефа Катоны. В том же году создала собственную танцевальную труппу Компания Иветты Божик. С 2000 преподает в alma mater.
Сыграла несколько ролей в кино, в том числе — у Марты Месарош.

## Творчество
Получив классическое балетное образование, отказалась от традиционного балета в пользу современного танца, обратилась к радикальному опыту альтернативного искусства (изобразительного, драматического). Уделяет большое внимание гендерным сюжетам.

## Избранные работы

### Хореография
- 1992: Возлюбленная Йозефа К. (по Кафке)
- 1993: Soirée (по мотивам драмы Сартра «За закрытыми дверьми»)
- 1994: Венгерский рок-концерт
- 1994: Графиня (о графине Эршебет Батори)
- 1995: Вечер Бартока
- 1995: Желтые обои (по одноименной феминистской новелле Шарлотты Перкинс Гилман)
- 1996: Свадьба
- 1996: Эми
- 1997: Trois hommages (посвящается Айседоре Дункан, Марте Грэм и Мэри Вигман)
- 1997: Послеполуденный отдых фавна (Стравинский)
- 1999: Вечер Стравинского
- 2003: Вакханалия
- 2003: Шопотерапия
- 2004: Танцетерапия
- 2005: Огненный ангел (по роману В.Брюсова)
- 2005: Времена года
- 2006: Miss Julie (по драме Стриндберга)
- 2006: Волшебная флейта (Моцарт)
- 2007: Волшебный цирк (балет для детей, по мотивам Волшебной флейты Моцарта)
- 2008: Травиата
- 2008: Танец духа
- 2009: Смерть и девушка (на музыку Шуберта; памяти Пины Бауш)

### Театральная режиссура
- 1998: Кабаре
- 2000: Витязь Янош (по поэме Шандора Петефи)
- 2001: Дадаисты (посвящается Софи Тойбер; в юности Тойбер занималась балетом, училась у Лабана)
- 2002: Ромео и Джульетта (Шекспир)
- 2002: Монологи вагины (Ив Энслер)
- 2002: Скотный двор (по Оруэллу)
- 2007: Playground

## Признание
Орден Почётного Легиона (2003). Венгерский Орден Заслуг степени офицера (2005). Национальная Премия имени Кошута (2006) и др. награды. В 2011 Компания Иветты Божик получила премию Рудольфа Лабана (см.: ).
О Виолетте Божик снят документальный фильм-портрет Аттилы Яниша (2003).